# Katie Paterson

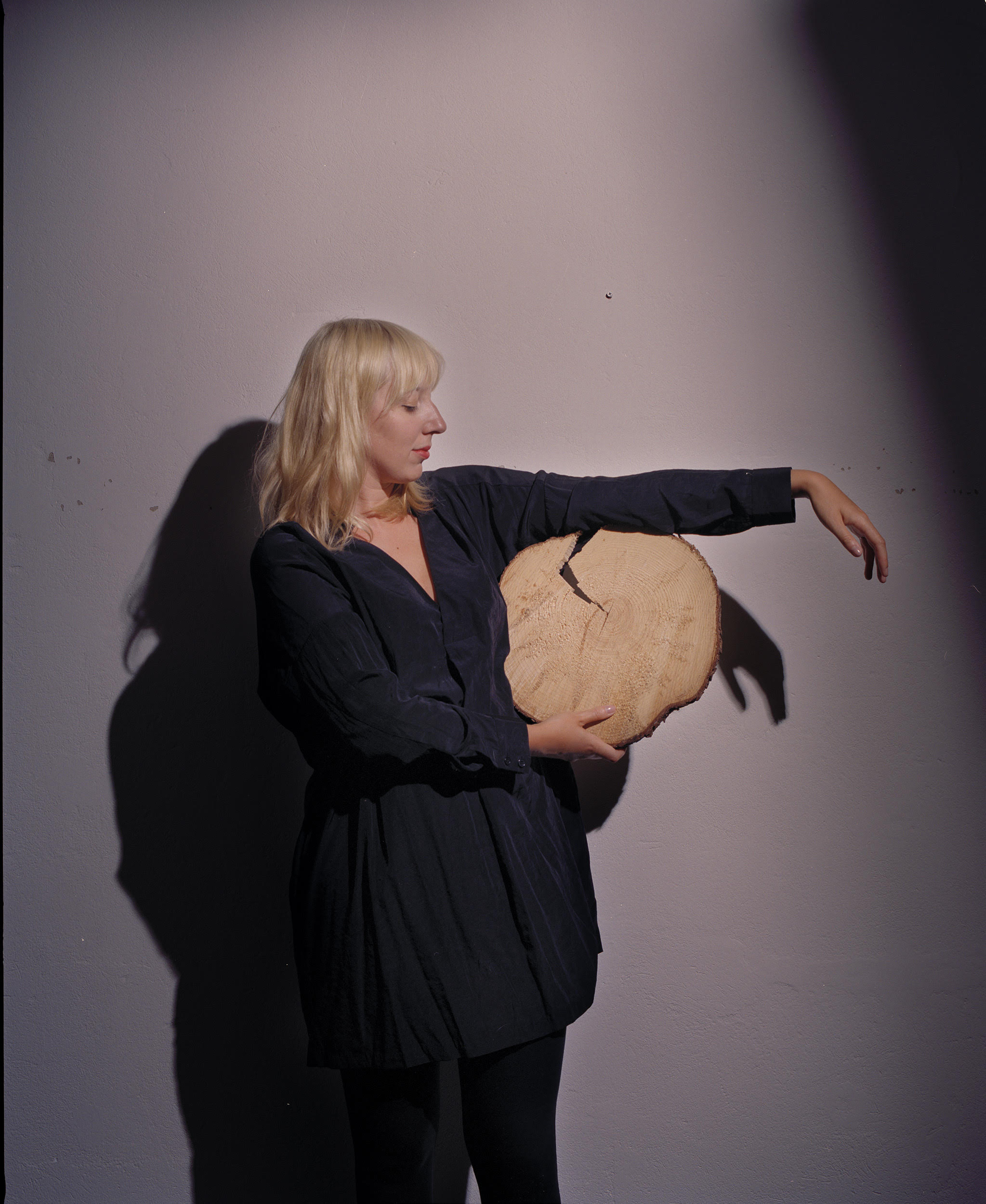
Katie Paterson fotografiert von Oliver Mark, Berlin 2014

Katie Paterson (geboren 1981 in Glasgow, Vereinigtes Königreich) ist eine schottische Künstlerin. Sie setzt sich in ihrer Kunst mit Themen der Ökologie, Geologie und Kosmologie auseinander. Ihre Arbeit ist konzeptionell ausgerichtet und sie bedient sich einer Vielzahl von Medien.

## Leben und Werk
Paterson absolvierte von 2000 bis 2004 ein Bachelorstudium am Edinburgh College of Art (ECA) und erhielt 2007 den Master of Fine Arts von der Slade School of Art.
Wichtige Einzelausstellungen wurden in der Ingleby Gallery, Edinburgh (2014), der BAWAG Contemporary, Wien (2012) und der Modern Art Oxford (2008) gezeigt.
Paterson lebt und arbeitet in Berlin und Glasgow. Sie erhielt 2014 den South Bank Award der Kategorie Visual Arts und ist Honorary Fellow  der University of Edinburgh.

## Future Library-Projekt
Patersons Future-Library-Projekt (norwegisch Framtidsbiblioteket) ist ein öffentliches Kunstwerk, das von 2014 bis 2114 jedes Jahr ein Originalwerk eines bekannten Schriftstellers sammeln soll. Die Werke werden bis 2114 ungelesen und unveröffentlicht bleiben. Erste Autorin des Projekts war 2014 die kanadische Schriftstellerin Margaret Atwood mit Scribbler Moon. Im Oktober 2019 wurde der Norweger Karl Ove Knausgård als sechster Autor des Projekts bekanntgegeben.

Zur Aufbewahrung der Manuskripte gestaltete Paterson einen Raum im Neubau der Deichmanske bibliotek (Stadtbibliothek Oslo). Eintausend Bäume wurden im Rahmen des Projekts im Nordmarka-Bezirk von Oslo angepflanzt.

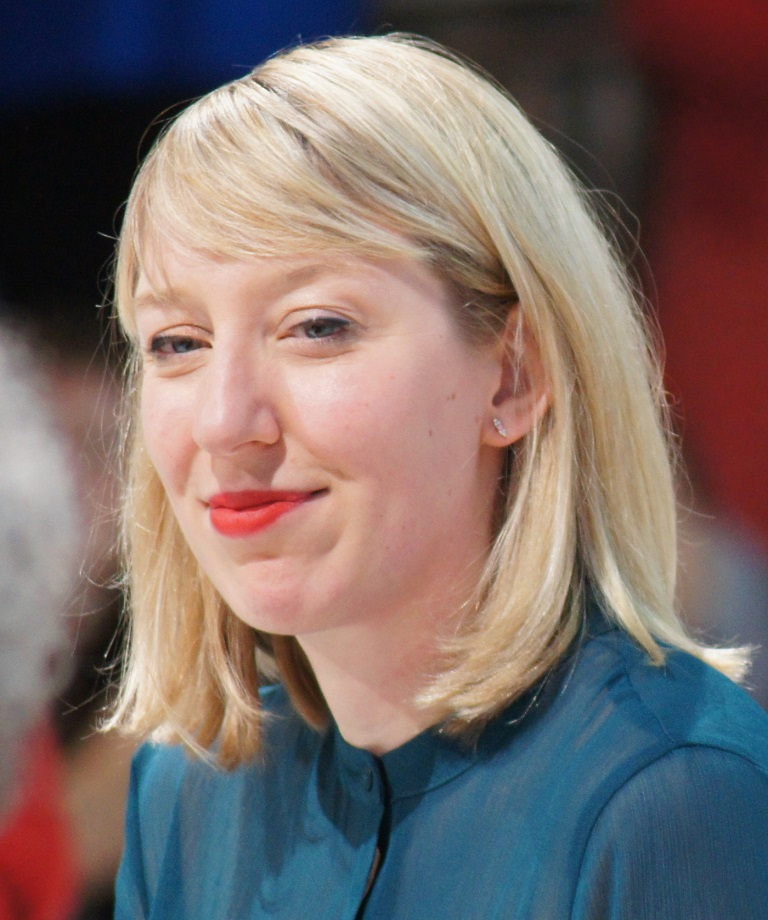
Katie Paterson, im Gespräch mit Margaret Atwood 2019

## Ausstellungen (Auswahl)
- Ancient Darkness TV. 2009.
- The Dying Star Letters. 2010.
- Inside this Desert. BAWAG Contemporary, Wien 2012.
- Future Library. Deichmanske bibliotek, Oslo, Anfang 2020 – 2114.

### Gemeinschaftsausstellungen
- 100 Billion Suns. Bienale Venedig 2011.
- Modern One. National Galleries Scotland, Oktober 2019 – Mai 2020.

## Literarische Werke
- A place that exists only in moonlight. Lyrik, Anthologie. Kerber, Bielefeld 2019. ISBN 978-3-7356-0503-0.